# برندی انیستون
برندی انیستون (انگلیسی: Brandy Aniston؛ زاده ۱۹ اکتبر ۱۹۸۴) بازیگر پورنوگرافی اهل ایالات متحده آمریکا است.